# Dnepr (Rakete)

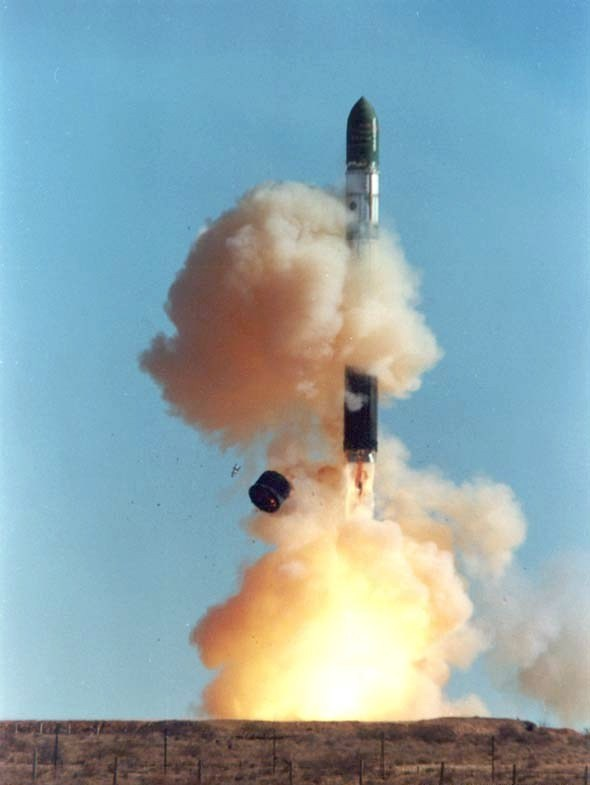
Start einer Dnepr

Dnepr [ˈdnʲeːpʁ] (russisch Днепр, ukrainisch Дніпро; benannt nach dem Fluss Dnepr) ist eine ukrainische Trägerrakete. Sie absolvierte ihren ersten Flug am 15. April 1998 und den vorläufig letzten am 26. März 2015. Es bestehen nur Startvorrichtungen in Russland, und die russische Regierung beendete um 2017 die russische Beteiligung am Dnepr-Programm.

## Geschichte
Die Dnepr basiert auf der größten je gebauten Interkontinentalrakete R-36M UTTH. Von diesem Typ waren um 1988 über 300 Stück von KB Juschnoje und Juschmasch in der heutigen Ukraine hergestellt worden. Im Zuge der START-Verhandlungen verpflichtete sich die Sowjetunion, die Zahl der Raketen auf 58 zu reduzieren. Statt jedoch die Interkontinentalraketen zu vernichten, wurden sie in Form der Dnepr zu Trägerraketen umgebaut. Darum konnte die Dnepr sehr günstig auf dem Markt angeboten werden.
Der Erststart erfolgte am 21. April 1999. Bis 2010 gab es siebzehn Starts mit kommerziellen Nutzlasten, von denen sechzehn erfolgreich verliefen.
Im Mai 2012 tauchten Meldungen auf, dass das Programm wegen Unrentabilität und hoher Umweltrisiken eingestellt werden könnte. Man könne die Dnepr-Raketen leicht durch die umweltfreundlicheren Modelle Sojus-2-1B oder Angara ersetzen. Da die Fortsetzung des Programmes unsicher war, wurde einem für 2012 geplanten Start mit dem koreanischen Erdbeobachtungssatelliten KOMPSat 5 eine Absage erteilt. Der für September 2012 geplante Start, der unter anderem mit dem japanischen Wettersatelliten WNISat 1 erfolgen sollte, wurde wegen Verspätungen seitens der Trägerrakete verschoben.
Im Februar 2013 kündigte die ukrainische Raumfahrtbehörde für das Jahr 2013 elf Dnepr-Missionen an, es wurden aber nur zwei gestartet.
Nach der Annexion der Krim 2014 wurde die Zusammenarbeit mit Russland reduziert. Zwar waren die zivilen Projekte formell nicht von einem Bann betroffen, wegen der Unsicherheit kam die Zusammenarbeit dennoch zum Erliegen. Im Jahr 2017 war die Herstellerfirma so weit, alle Komponenten für die erste Stufe selber herstellen zu können, jedoch stehen keine Startplätze mehr zur Verfügung, da die russische Regierung ihre Beteiligung am Dnepr-Programm beendet hat.

## Technik
Die ersten beiden Stufen wurden ohne Modifikationen von der R-36M übernommen, als dritte Stufe kam ein MIRV-Bus zum Einsatz, der sich lediglich durch ein modifiziertes Steuerungssystem von der R-36M unterscheidet. Ursprünglich diente der Bus zum Aussetzen von mehreren Sprengköpfen und Täuschkörpern auf unterschiedlichen Flugbahnen. Heute eignet sich die Dnepr deshalb sehr gut dafür, mehrere kleine Nutzlasten auf verschiedenen Bahnen auszusetzen. Der Bus ist zum Einschießen der Satelliten in die korrekte Umlaufbahn nötig, durch seine hohe Leermasse wird aber auch Nutzlast verspielt. Eine zusätzliche Oberstufe war für die Dnepr in Planung, wurde aber nicht umgesetzt. Mit einer solchen Stufe könnte die Nutzlast deutlich erhöht werden.
Die dreistufige Dnepr-1 ist 34,3 m hoch, hat einen Durchmesser von 3 m und wiegt vollbetankt 210 t. Als Treibstoff wird unsymmetrisches Dimethylhydrazin (UDMH) und Distickstofftetroxid eingesetzt. Die Nutzlastkapazität in eine 300 km hohe Umlaufbahn beim Start von Baikonur betrug 3700 kg, womit die Rakete stärker als manche reine Raumfahrtrakete war. Dnepr wird wie auch die R-36M aus einem Raketensilo gestartet, dafür standen am Kosmodrom Baikonur drei Silos zur Verfügung. Von 2006 bis 2015 wurde auch die aktive Raketenbasis Dombarowski (Kosmodrom Jasny) in Südrussland für zivile Starts genutzt.

## Sonstiges
Der kommerzielle Anbieter der Rakete ist das ukrainische Unternehmen ISC Kosmotras. Nach Angaben von Kosmotras existierten um das Jahr 2010 etwa 150 eingelagerte R-36M-Interkontinentalraketen, die zu Dnepr-Trägerraketen umgebaut werden konnten. Als Dnepr wurde die R-36M UTTH (SS-18 Mod 4) eingesetzt, für spätere Starts wurde aber auch die R-36M2 (SS-18 Mod 5) zur Verwendung erwogen. Als Startkosten wurden 30 Mio. US-Dollar (22 Mio. Euro) angegeben.

## Startliste
- Liste der Dnepr-Raketenstarts